# Prolytta lucidicollis
Prolytta lucidicollis là một loài bọ cánh cứng trong họ Meloidae. Loài này được Kaszab miêu tả khoa học năm 1967.